# Giovanni Günther I di Schwarzburg-Sondershausen
Giovanni Günther I di Schwarzburg-Sondershausen (noto come Hans Günther o Johann Günther; Sondershausen, 20 dicembre 1532 – Arnstadt, 28 ottobre 1586) fu il co-regnante di Schwarzburg dal 1552 fino al 1571 ed unico sovrano di Schwarzburg-Sondershausen dal 1571 fino alla morte. Egli è considerato il capostipite del ramo di Schwarzburg-Sondershausen.

## Biografia
Era figlio del conte Günther XL di Schwarzburg e di sua moglie, la contessa Elisabetta di Isenburg-Budingen-Birstein († 1572). Alla morte del padre, gli succedette al trono coi fratelli e si convertì all'Evangelismo, lasciandosi alle spalle la tradizione cattolica della sua famiglia. 
Col fratello maggiore, inoltre, combatté nei Paesi Bassi e partecipò alla presa di San Quintino ove si distinse per il proprio valore.
Alla morte del fratello maggiore, Günther XLI, gli altri fratelli decisero di dividere i possedimenti ereditati: nel 1583 prese dunque possesso della nuova contea di Schwarzburg-Sondershausen. 

## Matrimonio e figli
Giovanni Günther sposò nel 1566 Anna di Oldenburg-Delmenhorst (1539-1579), figlia del conte Antonio I di Oldenburg, dalla quale ebbe i seguenti figli:
- Sofia Elisabetta (1568-1621)
- Clara (1569-1639)
- Günther XLII (1570-1643), conte di Schwarzburg-Sondershausen
- Antonio Enrico (1571-1638) conte di Schwarzburg-Sondershausen
- Caterina (1572-1626)
- Sabina (1573-1628)
- Anna (1574-1640)
- Giovanni Günther II (1577-1631), conte di Schwarzburg-Sondershausen
- Cristiano Günther I (1578-1642), conte di Schwarzburg-Sondershausen
- Dorotea (1579-1639), che sposò nel 1604 il duca Alessandro di Schleswig-Holstein-Sonderburg (1573-1627)

## Ascendenza
|                                                        |                                         |                                           | Genitori                                    |  |  | Nonni |  |  | Bisnonni                                            |  |  | Trisnonni                                       |  |
|                                                        |                                         |                                           |                                             |  |  |       |  |  | Günther XXXVIII, conte di Schwarzburg-Sondershausen |  |  | Enrico XXVI, conte di Schwarzburg-Sondershausen |  |
|                                                        |                                         |                                           |                                             |  |  |       |  |  | Günther XXXVIII, conte di Schwarzburg-Sondershausen |  |  | Enrico XXVI, conte di Schwarzburg-Sondershausen |  |
|                                                        |                                         | Elisabetta di Kleve                       |                                             |  |  |       |  |  | Günther XXXVIII, conte di Schwarzburg-Sondershausen |  |  |                                                 |  |
| Enrico XXXI, conte di Schwarzburg-Sondershausen        |                                         |                                           |                                             |  |  |       |  |  | Günther XXXVIII, conte di Schwarzburg-Sondershausen |  |  |                                                 |  |
|                                                        |                                         | Caterina di Querfurt                      | Bruno VI, signore di Querfurt               |  |  |       |  |  |                                                     |  |  |                                                 |  |
|                                                        |                                         | Caterina di Querfurt                      | Bruno VI, signore di Querfurt               |  |  |       |  |  |                                                     |  |  |                                                 |  |
|                                                        |                                         | Caterina di Querfurt                      | Anna di Gleichen-Tonna                      |  |  |       |  |  |                                                     |  |  |                                                 |  |
| Günther XL, conte di Schwarzburg-Sondershausen         |                                         | Caterina di Querfurt                      |                                             |  |  |       |  |  |                                                     |  |  |                                                 |  |
|                                                        |                                         | Ernesto IV, conte di Honstein-Klettenberg | Enrico XI, conte di Honstein-Klettenberg    |  |  |       |  |  |                                                     |  |  |                                                 |  |
|                                                        |                                         | Ernesto IV, conte di Honstein-Klettenberg | Enrico XI, conte di Honstein-Klettenberg    |  |  |       |  |  |                                                     |  |  |                                                 |  |
|                                                        |                                         | Ernesto IV, conte di Honstein-Klettenberg | Margherita di Waldeck-Waldeck               |  |  |       |  |  |                                                     |  |  |                                                 |  |
| Maddalena di Honstein-Klettenberg                      |                                         | Ernesto IV, conte di Honstein-Klettenberg |                                             |  |  |       |  |  |                                                     |  |  |                                                 |  |
|                                                        |                                         | Margherita di Gera                        | Enrico X, signore di Gera                   |  |  |       |  |  |                                                     |  |  |                                                 |  |
|                                                        |                                         | Margherita di Gera                        | Enrico X, signore di Gera                   |  |  |       |  |  |                                                     |  |  |                                                 |  |
|                                                        |                                         | Margherita di Gera                        | Anna di Henneberg-Aschach                   |  |  |       |  |  |                                                     |  |  |                                                 |  |
| Giovanni Günther I, conte di Schwarzburg-Sondershausen |                                         | Margherita di Gera                        |                                             |  |  |       |  |  |                                                     |  |  |                                                 |  |
|                                                        | Ludovico II, conte di Isenburg-Büdingen | Teodorico, conte di Isenburg-Büdingen     |                                             |  |  |       |  |  |                                                     |  |  |                                                 |  |
|                                                        | Ludovico II, conte di Isenburg-Büdingen | Teodorico, conte di Isenburg-Büdingen     |                                             |  |  |       |  |  |                                                     |  |  |                                                 |  |
|                                                        | Ludovico II, conte di Isenburg-Büdingen | Elisabetta di Solms-Braunfels             |                                             |  |  |       |  |  |                                                     |  |  |                                                 |  |
| Filippo, conte di Isenburg-Büdingen-Kelsterbach        | Ludovico II, conte di Isenburg-Büdingen |                                           |                                             |  |  |       |  |  |                                                     |  |  |                                                 |  |
|                                                        |                                         | Maria di Nassau-Wiesbaden-Idstein         | Giovanni, conte di Nassau-Wiesbaden-Idstein |  |  |       |  |  |                                                     |  |  |                                                 |  |
|                                                        |                                         | Maria di Nassau-Wiesbaden-Idstein         | Giovanni, conte di Nassau-Wiesbaden-Idstein |  |  |       |  |  |                                                     |  |  |                                                 |  |
|                                                        |                                         | Maria di Nassau-Wiesbaden-Idstein         | Maria di Nassau-Dillenburg                  |  |  |       |  |  |                                                     |  |  |                                                 |  |
| Elisabetta di Isenburg-Büdingen-Kelsterbach            |                                         | Maria di Nassau-Wiesbaden-Idstein         |                                             |  |  |       |  |  |                                                     |  |  |                                                 |  |
|                                                        |                                         | Filippo II, conte di Rieneck              | Tommaso II, conte di Rieneck                |  |  |       |  |  |                                                     |  |  |                                                 |  |
|                                                        |                                         | Filippo II, conte di Rieneck              | Tommaso II, conte di Rieneck                |  |  |       |  |  |                                                     |  |  |                                                 |  |
|                                                        |                                         | Filippo II, conte di Rieneck              | Caterina di Hanau                           |  |  |       |  |  |                                                     |  |  |                                                 |  |
| Amalia di Rieneck                                      |                                         | Filippo II, conte di Rieneck              |                                             |  |  |       |  |  |                                                     |  |  |                                                 |  |
|                                                        |                                         | Anna di Wertheim                          | Giorgio I, conte Wertheim                   |  |  |       |  |  |                                                     |  |  |                                                 |  |
|                                                        |                                         | Anna di Wertheim                          | Giorgio I, conte Wertheim                   |  |  |       |  |  |                                                     |  |  |                                                 |  |
|                                                        |                                         | Anna di Wertheim                          | Anna di Oettingen                           |  |  |       |  |  |                                                     |  |  |                                                 |  |
|                                                        |                                         | Anna di Wertheim                          |                                             |  |  |       |  |  |                                                     |  |  |                                                 |  |